# Christian Keßler
Christian Keßler (* 8. August 1968 in Bremen) ist ein deutscher Filmkritiker, Autor und Filmproduzent.

## Leben
Keßler studierte Germanistik und Anglistik in Göttingen und Oldenburg. Seit seiner Studienzeit arbeitet er als freischaffender Filmjournalist. Bekannt wurde Keßler vor allem mit seinen Aufsätzen über Genrefilme und -filmemacher in der Zeitschrift Splatting Image. Er interviewte zahlreiche Filmschaffende aus diesem Bereich und verfasste Bücher über den italienischen Horror- und Westernfilm, die unter den Fans gesuchte, da vergriffene, Standardwerke sind. Die läufige Leinwand, ein Buch über den amerikanischen Pornofilm der 1970er Jahre, erschien 2011 im Martin Schmitz Verlag.
Außerdem schreibt er Liner Notes für diverse DVD-Booklets; ein ausführlicher, 14-seitiger Beitrag findet sich in der 2006 erschienenen DVD zu Die Stunde der grausamen Leichen mit Paul Naschy. Für die DVD-Veröffentlichung von Mario Bavas Film Blutige Seide sprach er mit dem Filmjournalisten Robert Zion einen Audiokommentar ein.
1998 wirkte er als line producer an Jess Francos Film Tender Flesh mit. Für den Film Die Reise ins Glück von Wenzel Storch erhielt Keßler 2004 einen Drehbuch-Credit für seine Mitarbeit am Erzählertext des Films. Er wirkt als „Filmgelehrter“ regelmäßig an Veranstaltungen des Filmclubs Buio Omega mit.
Keßler lebt nach vielen Jahren in Gelsenkirchen wieder in Bremen.

## Werke
- Co-Autor von: Lucas Balbo, Peter Blumenstock, Christian Kessler: Obsession. The Films of Jess Franco. Graf Haufen & Frank Trebbin, Berlin 1993, ISBN 3-929234-05-X.
- Das wilde Auge. Ein Streifzug durch den italienischen Horrorfilm. Corian-Verlag, Meitingen 1997, ISBN 3-89048-311-9.
- Willkommen in der Hölle. Der Italo-Western im Überblick. Terrorverlag, [Gütersloh] 2002, ISBN 3-00-009290-0.
- Die läufige Leinwand. Der amerikanische Hardcorefilm von 1970 bis 1985 Martin Schmitz Verlag, Berlin 2011, ISBN 978-3-927795-56-3.
- Wurmparade auf dem Zombiehof. Vierzig Gründe, den Trashfilm zu lieben. Martin Schmitz Verlag, Berlin 2014, ISBN 978-3-927795-67-9.
- Der Schmelzmann in der Leichenmühle. Vierzig Gründe, den Trashfilm zu lieben. Martin Schmitz Verlag, Berlin 2015, ISBN 978-3-927795-68-6.
- Das versteckte Kino. Die besten Filme, von denen Sie niemals gehört haben! Martin Schmitz Verlag, Berlin 2015, ISBN 978-3-927795-74-7.
- Endstation Gänsehaut. Eine persönliche Reise durch das Horrorkino. Martin Schmitz Verlag, Berlin 2018, ISBN 978-3-927795-82-2.
- Gelb wie die Nacht: Das italienische Thrillerkino von 1963 bis heute. Martin Schmitz Verlag, Berlin 2020, ISBN 978-3-927795-88-4.
- Hollywood Blackout: Sternstunden des amerikanischen Noir-Kinos 1941–1961, Martin Schmitz Verlag, Berlin 2021, ISBN 978-3-927795907.
- Bleigewitter über Cinecittà: Gangster und Polizisten im italienischen Kino von 1960–1984; Martin Schmitz Verlag, Berlin 2023, ISBN 978-3927795990.

### Krimis
- Aalglatt über Leichen. Martin Schmitz Verlag, Berlin 2013, ISBN 978-3-927795-64-8.
- Elfmeter für Ernst. Martin Schmitz Verlag, Berlin 2015, ISBN 978-3-927795-69-3.